# Haus Doorn

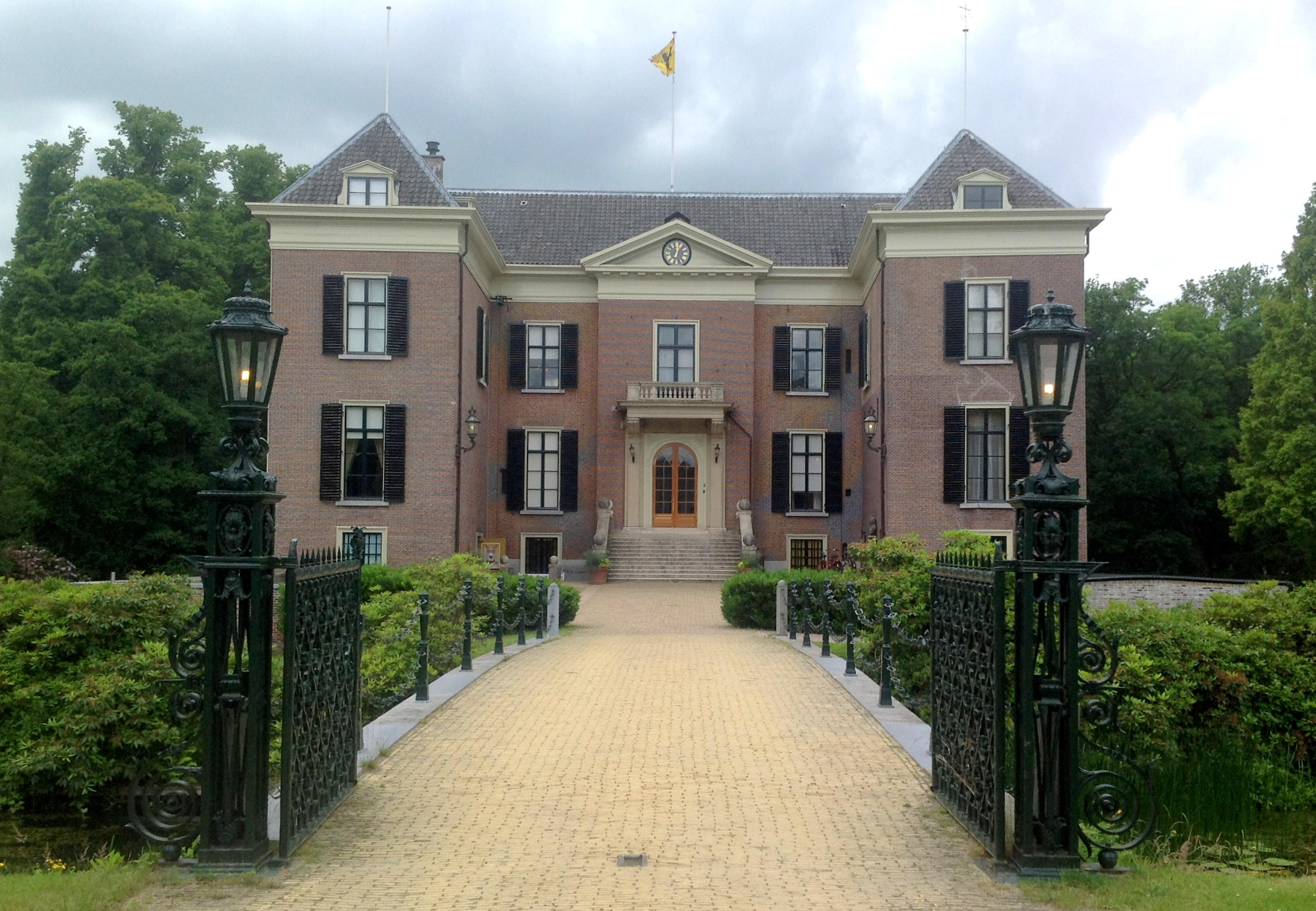
Haus Doorn, Ostseite

Haus Doorn, niederländisch Huis Doorn, ist ein kleines Schloss in Doorn, einem Ort in der niederländischen Gemeinde Utrechtse Heuvelrug. Der ehemalige deutsche Kaiser Wilhelm II. lebte hier von 1920 bis zu seinem Tod am 4. Juni 1941 im Exil und wurde in einem Mausoleum im Schlosspark beigesetzt. Heute ist Haus Doorn ein Museum im Besitz des niederländischen Staates.

## Geschichte

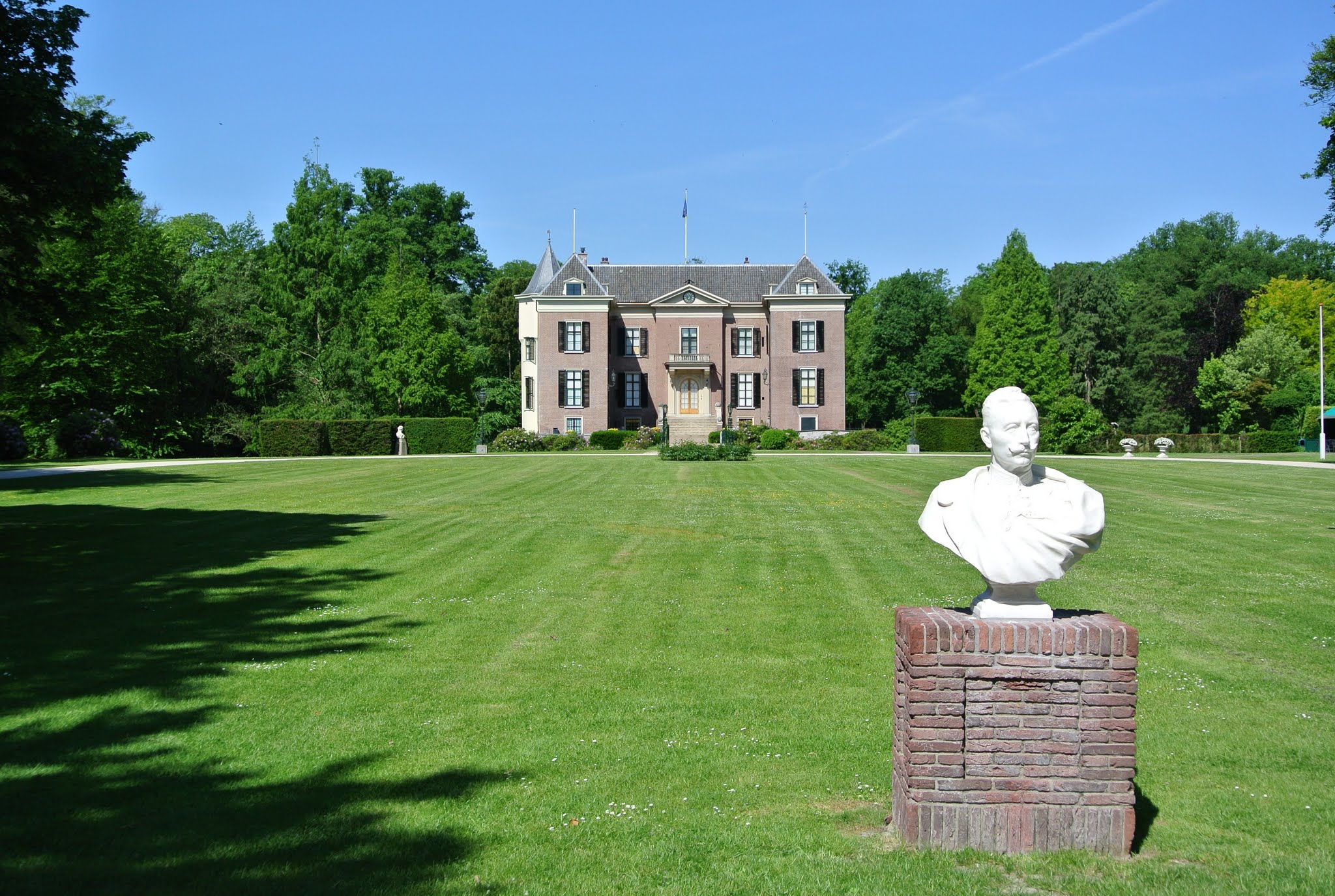
Haus Doorn (2015), im Vordergrund eine Büste des Kaisers von Max Bezner (Replikat 1928)

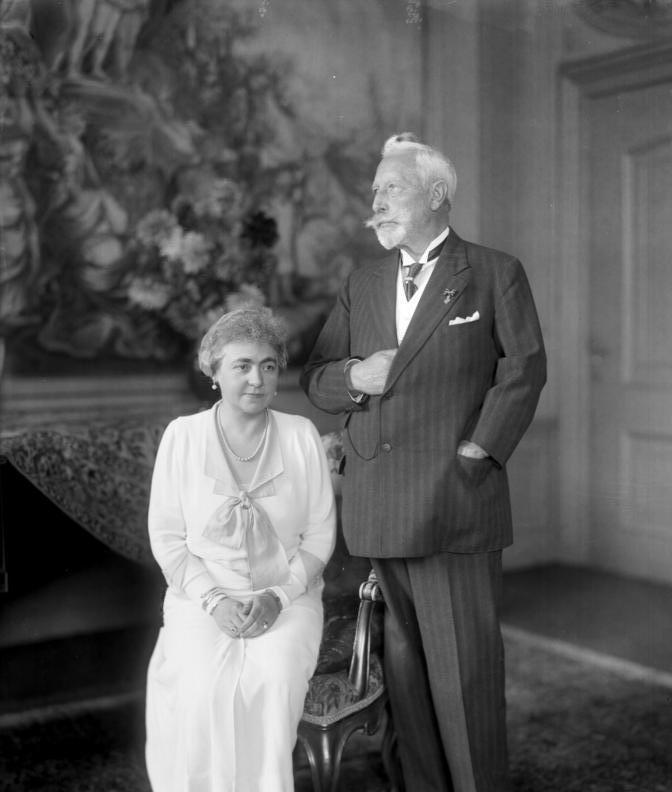
Wilhelm II. und Hermine im Haus Doorn (1933)

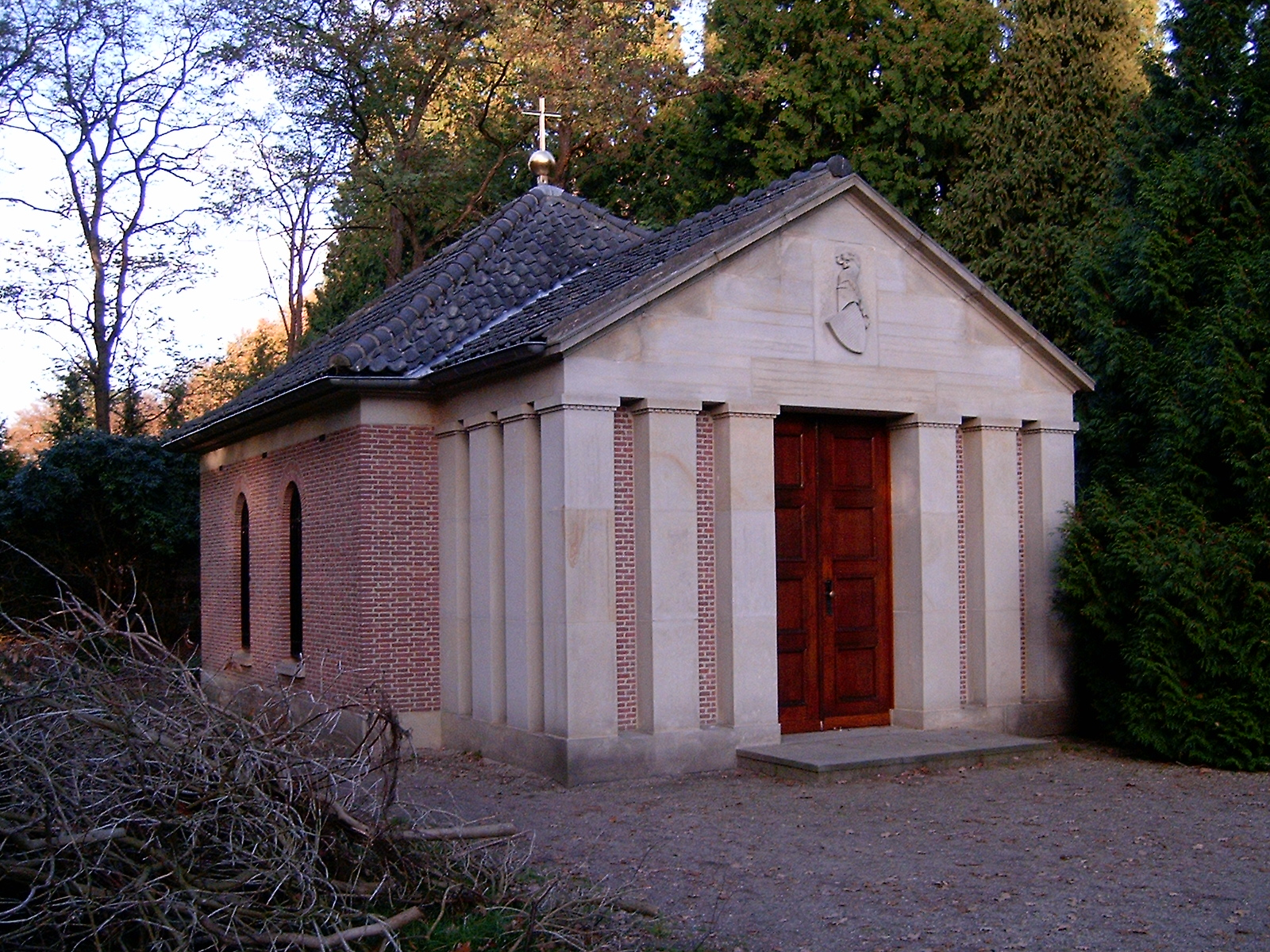
Mausoleum mit den sterblichen Überresten Wilhelms II. (Zutritt nur für Familienmitglieder und deren Gäste)

Haus Doorn wird erstmals 1289 erwähnt. Seit dieser Zeit bis 1633 diente es als Wohnsitz der Pröpste des Utrechter Doms. Die ursprüngliche kleine Wasserburg war eine rechteckige Kastellburg von 27 × 37 m, bestehend aus einer Ringmauer mit runden Wehrtürmen an drei Seiten, von denen der südwestliche auf der Gartenseite erhalten blieb, mit einem rechteckigen Wohnturm auf der Nordostecke. Vor 1350 wurde das Tor in einen Torturm umgewandelt und ein rechteckiger Baukörper hinzugefügt. Nach dem Verkauf an Reinier von Goltstein 1633 ließ dieser die verfallene Burg restaurieren.
Im 18. Jahrhundert erhielt das Haus seine heutige, schlossartige Form. Das dreiflüglige Haus zählt fünf auf sechs Fensterachsen und hat einen kleinen Ehrenhof. Das gesamte, von einem rechteckigen Graben umflossene Gebäude ist aus Backstein errichtet. So zeigt sich auch die Hofseite, während die Gartenfassade weiß geschlämmt ist. Die Grundausstattung der Inneneinrichtung stammt aus dem 19. Jahrhundert.
Baronesse Ella van Heemstra, Mutter der Schauspielerin Audrey Hepburn, verbrachte einige Jugendjahre in Haus Doorn.
Als Reichskanzler Max von Baden am 9. November 1918 eigenmächtig die Abdankung des Kaisers verkündete, befand sich Wilhelm II. im belgischen Spa im Hotel Britannique, dem Sitz des Großen Hauptquartiers. Ohne abzudanken, floh er am 10. November über die Grenze in die neutralen Niederlande und bat die niederländische Regierung um Asyl. Zunächst wohnte er als Gast des Grafen Godard Bentinck auf Schloss Amerongen, wo er erst am 28. November die Abdankungsurkunde unterzeichnete. Im Jahr 1919 erwarb Wilhelm im benachbarten Doorn das gleichnamige Schlösschen von der Baronesse Heemstra de Beaufort und ließ es bis 1920 für sich und seine Familie herrichten.
Im Rahmen der Fürstenabfindung verlor das Haus Hohenzollern zwar fast alle seiner 70 Schlösser in Deutschland, aber Wilhelm konnte den wichtigsten persönlichen Familienbesitz nach Doorn kommen lassen; insgesamt 59 Güterwaggons mit Möbeln, Kunstwerken und Erinnerungen sollen es gewesen sein. Darunter diverse kunsthistorische Gegenstände aus dem Berliner Schloss, die bis heute unter Haus Doorn gelagert werden. In nur einem guten Dutzend Räume befinden sich bis heute Kunstwerke vor allem aus dem 18. Jahrhundert bis ins 19. Jahrhundert.
Wilhelm ließ Haus Doorn um ein neo-mittelalterliches Torgebäude und einen Rosengarten erweitern. Das Haus ist umgeben vom 35 Hektar großen Schlosspark, der in den benachbarten Forst übergeht. Die umfangreichen Gartenanlagen waren für das ehemalige Kaiserpaar der ausschlaggebende Grund für den Kauf des Schlosses. Wilhelms liebster sportlicher Zeitvertreib in Doorn war das Holzsägen und -hacken. Das Holz wurde zur Weihnachtszeit an die ärmere Bevölkerung von Doorn verteilt.
Im Exil in Doorn verbrachte der ehemalige Kaiser die restlichen 21 Jahre seines Lebens. Mit dem Ausbruch des Zweiten Weltkrieges erhielt die Gemeinde Doorn eine Garnison von 3000 niederländischen Soldaten. Am 10. Mai 1940 erfolgte die deutsche Invasion der Niederlande. Wilhelm und Hermine fürchteten zuerst, von den Niederländern in Festungshaft genommen zu werden. Sie wurden allerdings nur kurze Zeit durch die Regierung in Doorn interniert, während das Personal bis auf zwei Diener und einen Koch nach Nordholland abtransportiert wurde. Bereits am 14. Mai 1940 erschienen aber deutsche Truppen mit einem Brief Hitlers, der befahl, zum Schutz des Kaisers eine Wache der Geheimen Feldpolizei vor dem Torgebäude aufzustellen, was Wilhelm mit großer Freude aufnahm.
Da Wilhelm weder in ausländischer Erde begraben noch jemals in ein republikanisches Deutschland zurückkehren wollte, wurde für ihn ein Mausoleum im Park errichtet.
Nach dem Ende des Zweiten Weltkrieges zog der niederländische Staat Haus Doorn als deutschen Feindbesitz ein. Die Hohenzollern versuchten die Rückgabe gerichtlich zu erstreiten, scheiterten 1949 aber in zweiter Instanz. Das niederländische Gericht verweigerte dem ehemaligen Kronprinzen die nötige „Entfeindungserklärung“, da er weder eine pro-niederländische noch eine nicht-nationalsozialistische Haltung eingenommen habe und auch seinen ständigen Wohnsitz nicht in den Niederlanden hatte.
Im Jahr 1953 übertrug er Gebäude und Inventar der niederländischen „Stiftung zur Verwaltung von Haus Doorn“. Die Stiftung soll Museum und Park „im historischen Kontext des kaiserlichen Exils“ erhalten. Einzig das Mausoleum ist bis zum heutigen Tage im Besitz der Familie Hohenzollern, die auch die Pflege und Zutrittserlaubnisse regelt.

## Museum
Haus Doorn und der Park sind für Besucher zugänglich; für das Museum (im eigentlichen Haus Doorn) bezahlt man Eintritt. Man betritt den Park über ein Portalgebäude. Haus Doorn selbst beinhaltet Kunstwerke und Gebrauchsgegenstände Wilhelms und berichtet dabei von den herrschaftlichen Bewohnern.
Haus Doorn zeigt einen Hofstaat im Kleinen, mit getrennten Flügeln für den Fürsten und seine Gemahlin, mit Speisesaal, Audienzzimmer, Büro des Adjutanten und großer Küche, mit Schlosspark und Mausoleum. Der Zustand des Hauses entspricht weitestgehend jenem, den es beim Tod Wilhelms 1941 hatte. Man erfährt, wie der frühere Kaiser und seine erste und zweite Frau dort lebten. Zu sehen sind unter anderem das Gemälde der Krönung des Kurfürsten Friedrichs III. von Brandenburg zum ersten König in Preußen, Gemälde der Freunde Friedrichs des Großen aus Sanssouci, die Schnupftabaksdosensammlung desselben, Briefe von Queen Victoria, Aquarelle von norwegischen Fjorden und weitere Erinnerungen an die Kaiserzeit.